# 霍奇克斯M1922輕機槍
霍奇克斯M1922輕機槍（法語：Hotchkiss Mle 1922）是在第一次世界大戰後法國霍奇克斯公司以其霍奇克斯M1914重機槍為基礎而研發出來的輕機槍，其中沿用其保彈板供彈設計（其保彈板有15發裝、24發裝和30發裝），該槍於1922年推出故名M1922，但M1922在法軍使用不多，霍奇克斯公司唯有用於出口，中華民國自1931年起已採購該槍，至抗日戰爭爆發時已購入了2,620挺，霍奇克斯公司為了中國市場的需要而把口徑改為7.92毫米以便發射德式毛瑟子彈。
1937年11月中國國民政府又向法國購買了3批，分別為700挺、200挺和500挺，廣西地方政府也在1938年買了500 挺。

## 使用國家
- 法國
- 中華民國
- 捷克斯洛伐克
- 希腊
- 西班牙
- 英国
- 越南民主共和国